# Анселмо Гарсія Макналті
Анселмо Гарсія Макналті (англ. Anselmo García MacNulty, нар. 19 лютого 2003, Севілья, Іспанія) — ірландський футболіст, центральний захисник нідерландського клубу «Зволле».

## Ігрова кар'єра

### Клубна
Анселмо Макналті народився в Іспанії в місті Севілья. І там почав займатися футболом — в академії севільського клубу «Реал Бетіс». У 2019 році він приєднався до молодіжної команди німецького «Вольфсбурга». У сезоні 2020/21 захисник провів кілька матчів у другому складі «Вольфсбурга» в Регіональній лізі Німеччини.
Не маючи можливості пробитися до основи «Вольфсбурга», сезон 2022/23 Макналті провів в оренді в клубі нідерландської Еерстедивізі НАК «Бреда». Своєю грою ірландець допоміг клубу посісти місце в зоні перехідного плей-оф. Перед сезоном 2023/24 Макналті приєднався до клубу Ередивізі — «Зволле». 27 серпня 2023 року у матчі проти «Утрехта» Макналті дебютував у вищому дивізіоні чемпіонату Нідерландів.

### Збірна
З 2018 року Анселмо Макналті виступав за юнацькі збірні Ірландії. У 2019 році у складі збірної Ірландії (U-17) Макналті брав участь у юнацькому чемпіонаті Європи, який проходив на полях Ірландії.
26 березня 2023 року футболіст провів першу гру у складі молодіжної збірної Ірландії.

## Особисте життя
Анселмо Макналті народився в Іспанії, але має право грати за збірні Ірландії, тому що мама футболіста ірландка за походженням, яка народилася у графстві Клер.